# Czernica (gmina)
Czernica – gmina wiejska w powiecie wrocławskim, województwie dolnośląskim. Położona we wschodniej części województwa dolnośląskiego, graniczy od zachodu z Wrocławiem, od północy z gminami: Długołęka i Oleśnica, od wschodu z gminą Jelcz-Laskowice, od południa z gminami: Siechnice i Oława. 
Jednostkę utworzono 1 stycznia 1973 w powiecie oławskim, w województwie wrocławskim (dużym), a w jej skład weszły obszary 13 sołectw. 1 czerwca 1975 gmina weszła w skład nowo utworzonego (mniejszego) województwa wrocławskiego. Od 1 stycznia 1999 gmina położona jest w powiecie wrocławskim. Podstawowym bogactwem naturalnym gminy jest kruszywo naturalne (piasek, żwir).
Urząd gminy znajduje się w Czernicy, przy ulicy Kolejowej 3.
Według danych z 31 grudnia 2014 roku gminę zamieszkiwało 12 310 osób, według danych z 31 grudnia 2019 roku – 16 619 osób, według danych z 31 grudnia 2022 roku – 18 259 osób, według danych z 31 grudnia 2023 roku – 23 450 osób. 
W latach 2002–2023 liczba mieszkańców wzrosła o 180,1%. Średni wiek mieszkańców wynosi 36,2 lat i jest znacznie mniejszy od średniego wieku mieszkańców województwa i kraju.

## Struktura powierzchni
Według danych z roku 2002 gmina Czernica ma obszar 83,63 km², w tym:
- użytki rolne stanowią 64,30%,
- lasy i grunty leśne: 20,75%,
- wody powierzchniowe: 3,49%,
- tereny osadnicze i rekreacyjne: 4,74%,
- tereny komunikacyjne: 4,48%,
- pozostałe obszary (w tym wody, nieużytki, użytki kopalniane itp.): 2,5%

Gmina stanowi 7,54% powierzchni powiatu.

## Demografia
Dane z 31 grudnia 2022:
| Opis                              | Ogółem | Ogółem | Kobiety | Kobiety | Mężczyźni | Mężczyźni |
| --------------------------------- | ------ | ------ | ------- | ------- | --------- | --------- |
| jednostka                         | osób   | %      | osób    | %       | osób      | %         |
| populacja                         | 18259  | 100    | 9286    | 50,86   | 8973      | 49,14     |
| gęstość zaludnienia (mieszk./km²) | 147,20 | 147,20 | 72,56   | 72,56   | 74,64     | 74,64     |

## Miejscowości
Chrząstawa Mała, Chrząstawa Wielka, Czernica, Dobrzykowice, Gajków, Jeszkowice, Kamieniec Wrocławski, Krzyków, Łany, Nadolice Małe, Nadolice Wielkie, Ratowice i Wojnowice

## Sąsiednie gminy
Wrocław
Powiat wrocławski:
- Długołęka
- Siechnice

Powiat oławski:
- Jelcz-Laskowice
- Oława

Powiat oleśnicki:
- Oleśnica